# Genfer Siegel
Das Genfer Siegel (auch Genfer Punze, französisch Poinçon de Genève) ist eine gesetzlich geschützte Qualitäts- und Ursprungsbescheinigung für mechanische Uhren, die im Kanton Genf gebaut und reguliert werden. Die Punze wird von der Timelab-Stiftung vergeben.
Ursprünglich 1886 eingeführt, wurden die Bedingungen in den vergangenen Jahren ausgebaut, 1957 erheblich verschärft und umfassen heute mehrere Kriterien, die einschließlich der Neuerung der Regeln ab 1. Juni 2012 zusammengefasst folgende Punkte betreffen:
- Produktion, Zusammenbau und Regulierung des Uhrwerks finden ausschließlich auf dem Genfer Kantonsterritorium statt.
- Höchste Qualität sämtlicher Bestandteile eines Uhrwerks
- Sämtliche Stahlkanten, Schraubenköpfe und weitere, genau definierte Oberflächen müssen geschliffen oder poliert sein (siehe Finissage)
- Vorgeschriebene Rubinlager
- Bestimmte Konstruktionsmerkmale bei der Mechanik, so ist beispielsweise die Verwendung von Drahtfedern verboten
- Eine Ganggenauigkeit von unter einer Minute pro Tag über sieben Tage
- Die Funktion des Kalenders vom 26. Februar an über sieben Tage
- 24 Stunden Wasserdichtigkeit
- 24 Stunden Gangreserve

Uhren, die diese Kriterien erfüllen und die entsprechende Prüfung bestehen, dürfen das Genfer Siegel, die Abbildung des Genfer Staatswappens, auf der Platine oder der Brücke des Uhrwerks führen. Alle Kriterien für das Genfer Siegel betreffen die Qualität der Herstellung und Verarbeitung einer Uhr, erst seit 2012 sind auch die Ganggenauigkeit, Gangreserve und Wasserdichtigkeit hinzugekommen.
Die Uhrenhersteller, die gegenwärtig das Genfer Siegel auf einigen mechanischen Werken ihrer Manufaktur anbringen, sind Cartier, Chopard und Vacheron Constantin. Die Firmen DeWitt, Gérald Genta und Antoine Preziuso hatten Uhren mit Genfer Siegel hergestellt. Patek Philippe hatte bis 2009 alle Werke mit der Genfer Punze versehen, während heute nur die Firma Roger Dubuis alle ihre Werke mit dem Siegel ausstattet.